# Шереметев (село)
Шереметев (укр. Шереметів) — село на Украине, находится в Пулинском районе Житомирской области.
Код КОАТУУ — 1825484107. Население по переписи 2001 года составляет 75 человек. Почтовый индекс — 12054. Телефонный код — 4131. Занимает площадь 0,663 км².

## Адрес местного совета
12054, Житомирская область, Пулинский р-н, с. Павловка, ул. Пушкина, 10